# Penepodium complanatum
Penepodium complanatum är en biart som först beskrevs av Frederick Smith 1856.
Penepodium complanatum ingår i släktet Penepodium och familjen grävsteklar. Inga underarter finns listade i Catalogue of Life.